# Wilfried Bohlen
Wilfried Bohlen (* 23. März 1944 in Westerstede; † 9. Februar 2025) war ein baptistischer Geistlicher, der über 18 Jahre in Leitungsfunktionen seiner Freikirche tätig war. Ab 2008 war er Vorsitzender des Präsidiums von World Vision Deutschland.

## Leben
Wilfried Bohlen entstammte einer baptistischen Familie und wuchs im Ammerland auf. Er erlernte zunächst den Beruf eines Kaufmanns und studierte nach seiner beruflichen Ausbildung von 1965 bis 1970 am Theologischen Seminar des Bundes Evangelisch-Freikirchlicher Gemeinden in Hamburg-Horn. Seine Vikariatszeit absolvierte Bohlen in der Evangelisch-Freikirchlichen Gemeinde Uetersen und erhielt 1973 die Anerkennung als Pastor des Bundes Evangelisch-Freikirchlicher Gemeinden. Von 1975 bis 1978 war er Pastor in Kiel und anschließend Jugendpastor des evangelisch-freikirchlichen Landesverbandes Rheinland mit Sitz in Leichlingen (Rheinland). 1983 übernahm er die Leitung der Familienferienstätte Dorfweil im Taunus, die er bis 1991 innehatte.
Im selben Jahr berief ihn der Bund Evangelisch-Freikirchlicher Gemeinden in Deutschland als Nachfolger von Herbert Sczepan zum Referenten der Heimatmission. In dieser Funktion verantwortete er unter anderem die bundesweite missionarische Arbeit der Freikirche, darunter ihre Zeltmission. 2003 erfolgte innerhalb des evangelisch-freikirchlichen Gemeindebundes eine Strukturreform. In diesem Zusammenhang übernahm Wilfried Bohlen die Leitung des Dienstbereichs Mission, zu der nun auch die baptistische Außenmission gehört. Neben seiner hauptberuflichen Tätigkeit wirkte Bohlen in verantwortlicher Position auch einige Jahre im deutschen Zweig der Willow-Creek-Bewegung. Außerdem war Bohlen zwölf Jahre lang im Hauptvorstand der Deutschen Evangelischen Allianz tätig, davon sechs Jahre in dessen Geschäftsführenden Ausschuss. Seit 2008 war er als Nachfolger von Wilfried Reuter der 1. Vorsitzende des Kinderhilfswerkes World Vision. In dieser Funktion verblieb er auch nach seinem Eintritt in den Ruhestand im Jahr 2009.
Bohlen starb 2025 im Alter von 80 Jahren.

## Veröffentlichungen
- Gemeinde für Andere: Die Anwendbarkeit der Willow-Creek-Gemeindeaufbauprinzipien für den Aufbau neuer freikirchlicher Gemeinden im deutschen Kontext (gemeinsam mit Maximilian Hölzl und Michael Herbst). Oncken, Kassel 2004, ISBN 3-87939-204-8
- (Hrsg.): Arbeitsmappe für die Zeltmission. Bund Evangelisch-Freikirchlicher Gemeinden in Deutschland. Oncken, Kassel 1991.
- Lied Licht in der Nacht (gemeinsam mit Michael Noss)[5]